# Década de 660
Séculos: (Século VI - Século VII - Século VIII)
Décadas: 610 620 630 640 650 - 660 - 670 680 690 700 710
Anos: 660 - 661 - 662 - 663 - 664 - 665 - 666 - 667 - 668 - 669